# Pakethandel
Als Pakethandel oder Blockhandel (englisch block trade) wird im Wertpapierhandel der außerbörsliche Handel mit größeren Handelsvolumina verstanden.

## Allgemeines
Die „normalen“ Wertpapierorders der Kleinanleger und Privatanleger umfassen Losgrößen, die von Kreditinstituten ausschließlich über die Wertpapierbörse geleitet werden. Beim Pakethandel dagegen wechseln größere „Pakete“ (insbesondere „Aktienpakete“) mit ungewöhnlich hohem Volumen an einem Zeitpunkt ohne Vermittlung der Börse direkt zwischen institutionellen Anlegern oder Großaktionären. Denn – abhängig von der Marktliquidität – könnte der Handel über die Börse kursbeeinflussend sein, wodurch allen Marktteilnehmern der Pakethandel publik würde.
Der Pakethandel war ursprünglich eine Domäne von Goldman Sachs; mittlerweile befassen sich alle großen Investmentbanken hiermit. Es ist eine zum Investmentbanking gehörende Handelsstrategie. Goldman Sachs war im Mai 1997 in den größten Pakethandel der Geschichte involviert, als Aktien von British Petroleum in Höhe von 2 Milliarden US-Dollar (22 % aller BP-Aktien) den Besitzer wechselten.

## Arten
Pakethandel gibt es bei Aktien auf dem Aktienmarkt und bei Anleihen auf dem Rentenmarkt. Im Allgemeinen können 10.000 Stück einer Aktie (außer Pennystocks) oder Anleihen im Kurswert von 200.000 US-Dollar als Pakethandel bezeichnet werden. In den USA und Kanada beträgt ein Pakethandel normalerweise mindestens 10.000 Aktien oder 100.000 Dollar an Anleihen, in der Praxis jedoch erheblich mehr. Auch Transaktionen mit Derivaten und hohen Nominalwerten werden als Blockhandel bezeichnet.

## Aktienpakete und Pakethandel
Als Aktienpakete (englisch block of shares) werden größere Platzierungsvolumina einer Aktie bezeichnet, die zwischen 5 % und 30 % des Grundkapitals einer Aktiengesellschaft ausmachen. Bei 5 % Anteil am Grundkapital kann nach § 122 Abs. 1 AktG die Einberufung einer Hauptversammlung erzwungen werden. Erst recht die Sperrminorität von 25 % ist ein Aktienpaket. Der Pakethandel ist bei Aktienpaketen zwischen 5 % und 15 % geeignet. Pakethandel ist der Handel mit Aktienpaketen, der im Regelfall direkt zwischen Käufer und Verkäufer abgeschlossen wird und vom Börsenkurs abweichende Kurse zur Grundlage hat.

## Abwicklung
Anleger können beim Pakethandel ihre Kapitalbeteiligung an einem Unternehmen außerbörslich sofort ohne Wartezeit kaufen oder verkaufen und müssen einen Paketzuschlag oder -abschlag (Agio oder Disagio) zum Börsenkurs hinnehmen. Beim Pakethandel kommt häufig das Accelerated Bookbuilding zur Anwendung, das eine günstige Marktentwicklung ausnutzt und die Kontrahenten durch schnelle Platzierung überrascht.
Seit März 2001 bietet die Deutsche Börse AG mit dem Börsensegment „Xetra XXL“ bei DAX-Werten den Blockhandel Wertpapierorders mit einer Mindestgröße ab zwei Millionen Euro an, bei MDAX- und TecDAX-Werten 0,5 Millionen bzw. 1 Million Euro.
Große Broker bieten ihren institutionellen Kunden häufig Pakethandelsdienstleistungen an, manchmal auch als „upstairs trading desks“ bekannt.

## Abgrenzung
Während der Pakethandel den Aktien- (für Aktien) und Rentenmarkt (für Anleihen) betrifft, ist die Umplatzierung auf den Aktienmarkt beschränkt.